# Abeng Malete
Abeng Malete, né le 3 novembre 1996, à Ramotswa, est un coureur cycliste botswanais.

## Biographie
Originaire de Ramotswa, Abeng Malete commence à se consacrer au cyclisme en 2014. Il prend sa première licence au Jon Mol Cycling Club
Lors de la saison 2016, il obtient son premier titre majeur en devenant champion du Botswana du contre-la-montre en catégorie espoirs (moins de 23 ans). Après cette victoire, il est retenu pour participer à un stage de cinq semaines organisé par le Centre mondial du cyclisme africain, en Afrique du Sud. L'année suivante, il est sacré triple champion du Botswana espoirs, dans la course en ligne, le contre-la-montre et le VTT cross-country.
En 2019, il devient double champion du Botswana sur route, mais chez les élites. Il représente également son pays lors des Jeux africains de Rabat, où il se classe 25e du contre-la-montre et 36e de la course en ligne. 

## Palmarès sur route
- 2016
  -  Champion du Botswana du contre-la-montre espoirs
  - Ramotswa-Taung Hill
- 2017
  -  Champion du Botswana sur route espoirs
  -  Champion du Botswana du contre-la-montre espoirs
  - Karowe Diamond Mine Race
  - Mascom Cycle Challenge
  - Jwaneng Mine
- 2018
  -  Champion du Botswana du contre-la-montre espoirs
  - Capital Bank Classic
  - Tsela Otse Road Race
  - 2e du championnat du Botswana sur route espoirs
- 2019
  -  Champion du Botswana sur route
  -  Champion du Botswana du contre-la-montre
  - Kgosi Malope Challenge
- 2020
  -  Champion du Botswana sur route
- 2022
  - 2e du championnat du Botswana sur route
- 2023
  -  Champion du Botswana du contre-la-montre

## Palmarès en VTT
- 2018
  -  Champion du Botswana de cross-country espoirs